# 2024年民主党全国大会
2024年民主党全国大会（2024ねんみんしゅとうぜんこくたいかい、英語: 2024 Democratic National Convention）は、2024年8月19日から22日までイリノイ州シカゴのユナイテッド・センターで開催された民主党全国大会である。
当初はアメリカ合衆国大統領候補と副大統領候補として現職のジョー・バイデンとカマラ・ハリスが指名される予定だったが、バイデンが7月21日に大統領選挙への立候補を辞退したため、8月1日から5日まで行われたオンライン投票と電話投票によってハリスが大統領候補に指名された。
ハリスは主要政党の大統領候補として初の黒人女性ならびに初のアジア系アメリカ人であり、民主党の大統領候補として初のアメリカ合衆国西部出身者である。

## 日程

### 初日
俳優で映画監督のトニー・ゴールドウィンが司会を務め、ミッキー・ガイトンとジェイソン・イズベルが音楽パフォーマンスを披露した。民主党全国大会常任議長ミニョン・ムーアと民主党全国委員会委員長ジェイミー・ハリソンによる開会宣言ののち、シカゴ市長ブランドン・ジョンソン、ミネソタ州副知事ペギー・フラナガン、下院議員ロバート・ガルシア、商務長官ジーナ・レモンド、ニューヨーク州知事キャシー・ホウクルらが演説を務めた。
ゴールデンタイムでは、大統領選挙に臨むカマラ・ハリスの広報映像が冒頭に上映されたのち、ハリスがサプライズ登場した。
続いて、2024年パリオリンピック男子バスケットボールチームヘッドコーチのスティーヴ・カー、全米自動車労働組合会長ショーン・フェイン、下院議員アレクサンドリア・オカシオ＝コルテス、元国務長官で2016年大統領選挙大統領候補のヒラリー・クリントン、下院議員ジム・クライバーン、下院議員ジェイミー・ラスキン、ケンタッキー州知事アンディ・ベシア、上院議員ラファエル・ウォーノック、ファーストレディのジル・バイデンと娘のアシュリー・バイデン、そして第46代大統領ジョー・バイデンが演説を行った。

### 2日目
テレビコメンテーターで政治ストラテジストのアナ・ナヴァロが共和党員でありながら司会を務め、パティ・ラベルとコモンが音楽パフォーマンスを披露した。ゴールデンタイムに先立ち、第39代大統領ジミー・カーターの孫であるジェイソン・カーター、第35代大統領ジョン・F・ケネディの孫であるジャック・シュロスバーグ、共和党のドナルド・トランプ政権でホワイトハウス報道官兼広報部長を務めたステファニー・グリシャムが演説を行った。
ゴールデンタイムでは、上院多数党院内総務チャック・シューマー、上院議員バーニー・サンダース、イリノイ州知事J・B・プリツカー、メリーランド州プリンスジョージズ郡長で2024年上院議員選挙候補のアンジェラ・アルソブルックス、共和党に所属するアリゾナ州メサ市長のジョン・ジャイルズ、上院議員タミー・ダックワース、セカンドジェントルマンでありハリスの夫であるダグ・エムホフ、元ファーストレディのミシェル・オバマ、そして第44代大統領バラク・オバマが演説を務めた。
大会ではDJキャシディの演奏に合わせてロールコール（点呼投票）が実施され、ハリスが正式に民主党の大統領候補に指名された。ハリスは副大統領候補のティム・ウォルズとともに同時間帯にウィスコンシン州ミルウォーキーのファイサーブ・フォーラムで集会を開き、ユナイテッド・センターと中継を結んで挨拶を行った。

### 3日目
俳優のミンディ・カリングが司会を務め、スティーヴィー・ワンダー、ジョン・レジェンド、シーラ・E、マレン・モリスが音楽パフォーマンスを披露した。ゴールデンタイムに先立ち、上院議員コリー・ブッカー、ハマスに誘拐されたイスラエル系アメリカ人男性の両親であるレイチェル・ゴールドバーグ＝ポリンとジョン・ポリン、共和党のトランプ政権で国土安全問題担当副大統領補佐官を務めたオリビア・トロイ、共和党に所属する前ジョージア州副知事のジェフ・ダンカン、2021年連邦議会議事堂襲撃事件で負傷した元連邦議会警察巡査部長アキリーノ・ゴネルが演説を行った。コメディアンのキーナン・トンプソンは、トランプの支持勢力が掲げる政策指針「プロジェクト2025」の危険性をコント仕立てで紹介した。
ゴールデンタイムでは、下院少数党院内総務ハキーム・ジェフリーズ、第42代大統領ビル・クリントン、下院議員で元下院議長のナンシー・ペロシ、ペンシルベニア州知事ジョシュ・シャピロ、詩人で活動家のアマンダ・ゴーマン、テレビ司会者のオプラ・ウィンフリー、メリーランド州知事ウェス・ムーア、運輸長官ピート・ブティジェッジ、上院議員エイミー・クロブシャーが演説を務めた。
続いて、ウォルズの教員時代の教え子たちによる応援パフォーマンスと広報映像が披露されたのち、ウォルズが副大統領候補として指名受諾演説を行った。

### 4日目
俳優のケリー・ワシントンが司会を務め、ザ・チックスとP!NKが音楽パフォーマンスを披露した。
上院議員エリザベス・ウォーレン、公民権運動活動家のアル・シャープトン、セントラルパーク・ジョガー事件で無罪判決を受けたユセフ・サラームとコーリー・ワイズ、内務長官デブ・ハーランド、下院議員マックスウェル・フロスト、NBA選手のステフィン・カリー、ハリスの姪であるミーナ・ハリス、ハリスの継娘であるエラ・エムホフ、スタンダップコメディアンのD・L・ヒューリー、元下院議員ギャビー・ギフォーズと上院議員マーク・ケリー夫妻、元国防長官レオン・パネッタ、ミシガン州知事グレッチェン・ホイットマー、俳優で映画監督のエヴァ・ロンゴリア、共和党に所属する元下院議員のアダム・キンジンガー、ハリスの妹であるマヤ・ハリス、ノースカロライナ州知事ロイ・クーパーが演説を行った。
最後に広報映像が上映されたのち、ハリスが大統領候補として指名受諾演説を行った。演説後にはハリスの家族とウォルズの家族が揃って登壇し、会場は空から降る無数の風船で埋め尽くされた。